# Владимировское сельское поселение (Смоленская область)
Владимировское сельское поселение — муниципальное образование в составе Хиславичского района Смоленской области России.
Административный центр — деревня Владимировка.

## Географические данные
- Общая площадь: 34,77 км²
- Расположение: центральная часть Хиславичского района
- Граничит:
  - на севере и северо-востоке — с  Череповским сельским поселением
  - на юго-востоке и юге — Печерским сельским поселением
  - на западе — с Хиславичским городским поселением
- Крупные реки: Сож, Березина

## История
Образовано Законом от 20 декабря 2004 года.

## Население
| 2007 | 2011 | 2012 | 2013 | 2014 | 2015 | 2016 |
| ---- | ---- | ---- | ---- | ---- | ---- | ---- |
| 241  | ↘143 | ↘132 | ↘129 | ↗131 | ↘130 | ↗134 |
| 2017 | 2018 | 2019 | 2020 | 2021 |      |      |
| ↘131 | ↗138 | ↗142 | ↘139 | ↘92  |      |      |

## Населённые пункты
На территории поселения находятся 7 населённых пунктов:
| № | Населённый пункт | Тип     | Население |
| - | ---------------- | ------- | --------- |
| 1 | Боровка          | деревня | 0         |
| 2 | Владимировка     | деревня | 112       |
| 3 | Калиновка        | деревня | 2         |
| 4 | Красное          | деревня | 2         |
| 5 | Николаевка       | деревня | 0         |
| 6 | Новая Воробьёвка | деревня | 20        |
| 7 | Череповище       | деревня | 8         |

## Экономика
Сельхозпредприятия, магазины.